# Acomys wilsoni
Acomys wilsoni е вид бозайник от семейство Мишкови (Muridae). Видът е незастрашен от изчезване.

## Разпространение
Разпространен е в Етиопия, Кения, Сомалия, Танзания, Уганда и Южен Судан.

## Описание
На дължина достигат до 7,98 cm, а теглото е около 18,5 g.
Продължителността им на живот е около 5,6 години. Популацията им е стабилна.